# Chanel Oberlin
Chanel Oberlin é uma personagem fictícia da série de televisão da Fox, Scream Queens. A personagem é interpretada pela atriz Emma Roberts e apareceu na série desde o episódio piloto. Ela é apresentada como a rica e egocêntrica presidente da irmandade da Kappa Kappa Tau na Wallace University durante a primeira temporada, onde foi alvo de um serial killer em uma fantasia de diabo vermelho. Na segunda temporada, ela é alistada como enfermeira pela reitora Cathy Munsch no C.U.R.E. Institute, onde, novamente, os assassinatos em série ocorrem. Chanel foi desenvolvido por Ryan Murphy e foi criado especificamente para Roberts. A personagem, juntamente com a atuação de Roberts, foi aclamado pela crítica e se tornou popular na internet com citações feitas por Roberts como Chanel.

## Enredo

### Primeira temporada
Chanel é a abelha rainha incrivelmente egocêntrica, indiferente e a presidente sociopata da Kappa Kappa Tau na Wallace University, e a líder de uma panelinha popular que ela batizou em seu nome, The Chanels, que consiste em Chanel #2 (Ariana Grande), Chanel #3 (Billie Lourd) e Chanel #5 (Abigail Breslin), esta última a quem ela nutre um enorme ódio e muitas vezes é o tema de seus insultos. Ela também é a namorada de Chad Radwell (Glen Powell), a cabeça igualmente auto-centrada do Dickie Dollar Scholars. Suspeita-se que ela tenha queimado violentamente sua antecessora, Melanie Dorkus (Brianne Howey), depois de encher seu tanque de bronzeamento com ácido clorídrico em retribuição por seu abuso em relação a ela. Suas atividades de intimidação na irmandade fazem com que a reitora da universidade, Cathy Munsch (Jamie Lee Curtis) revogue a carta da irmandade. No entanto, a presidente nacional da Kappa Kappa Tau, Gigi Caldwell (Nasim Pedrad) intercede, mas não antes de ela e Munsch fazerem um acordo. Chanel fica horrorizada quando foi revelada por Munsch que ela tem que aceitar qualquer um que deseje se juntar a Kappa, o que permite que as estudantes excluídas entrem. Ela é as outras Chanels tentam assustar as novas integrantes com uma brincadeira que deu errado quando ela sem querer queima o rosto da Sra. Bean (Jan Hoag), a empregada doméstica. Quando Chanel #2 e Tiffany "Deaf Taylor Swift" foram mortas pelo Red Devil, Gigi contrata Denise Hemphill para proteger a casa Kappa. Mais tarde, ela decide fazer uma transformação a Hester Ulrich (Lea Michele), chamando de Chanel #6, mas mais tarde ela fica desconfiada por causa de sua personalidade hipócrita e traidora. Ela tem uma raiva intensa em relação a Grace e Zayday depois que está decide concorrer a presidente da Kappa Kappa Tau. As duas foram forçadas a se tornar co-presidentes após o empate dos votos; Chanel, em seguida, revela que ela deliberadamente queria Zayday para se tornar presidente para salvar-se de se tornar um alvo do Red Devil. Ela força as Chanels a fazer o melhor para expor Grace e Zayday, pois acredita que elas estão trabalhando com o Red Devil – o tempo todo, as outras Chanels planejam assassinar Chanel por medo de que ela fosse a assassina, o que ela relutantemente as perdoa. Durante sua busca para provar que Grace é uma das assassinas, ela descobre informações sobre a verdadeira identidade da mãe de Grace e a revela cruelmente a ela, mas depois pede desculpas e admite que ela mesma tem uma mãe abusiva. Durante o Dia de Ação de Graças, ela se juntou à família de Chad no feriado, na qual ela e Hester se tornaram o assunto dos insultos dos Radwells. Depois de suspeitar de Grace e Zayday, Chanel começa a suspeitar da reitora Munsch e convencem as Chanels e Zayday a matar a reitora Munsch. Perto do final, Chanel pede desculpas a Melanie Dorkus, apenas para revelar sua intenção de matá-la porque ela achava que Melanie era a assassina. À medida que a temporada chega ao fim, as Chanels são enquadradas por Hester, sendo reveladas como o Red Devil, e foram renegadas por suas próprias famílias. Elas são condenadas à vida no asilo, onde inesperadamente encontram a felicidade. Ela se torna a melhor amiga da #5 depois que está última recebeu alguns medicamentos e Chanel também foi eleita a "presidente da casa". Uma noite, antes de ir para a cama, ela é visitada pelo Red Devil empunhando uma faca, deixando-a gritando.

### Segunda temporada
Na segunda temporada, é revelado que Chanel, #3 e #5 conseguiram deixar o asilo depois que Hester confessou seus crimes e se formou na faculdade da comunidade com um diploma em comunicação. Ela então se tornou flebotomista e acreditava que poderia reabilitar sua imagem como ela e as Chanels foram odiados pelo público, apesar de terem sido absolvidas das acusações. Cathy Munsch oferece a Chanel um emprego como estudante de medicina no C.U.R.E Institute Hospital, ao qual ela aceita. Chanel se torna atraída pelo Dr. Brock Holt (John Stamos) e também o auxilia nos casos. Chanel também voltou a odiar Chanel #5, que tinha parado de tomar a medicação e também se torna inimiga da enfermeira Ingrid Marie Hoffel (Kirstie Alley), que acredita que ela não é boa o suficiente para ser médica. Mais tarde é revelado que a verdadeira razão pela qual a enfermeira Hoffel nutre intenso ódio pelas Chanels, pois Ms. Bean da primeira temporada é sua irmã, e Hoffel culpa Chanel por sua morte. Chad Radwell vai para o C.U.R.E Institute para conquistar de volta Chanel, revelando o final da primeira temporada, onde um Red Devil apareceu no asilo que foi realmente Chad tentando assustar Chanel. Chad compete com o Dr. Brock pelo carinho de Chanel e vence quando aceita sua proposta. No entanto, antes que eles possam se casar, Chad é assassinado pelo Green Meanie, deixando Chanel devastada. Não muito tempo, Chanel segue com Brock e começa um relacionamento com ele. Chanel conhece seu ídolo, Dra. Scarlett Lovin (Brooke Shields), a quem ela substitui durante seu programa ao vivo devido a sua morte prematura. No final da segunda temporada, Chanel ficou furiosa quando o Dr. Brock propõe à moribundo reitora Munsch. Mais tarde, ela, Munsch (que é revelada não estar morrendo), e as Chanels são feitas reféns pela enfermeira Hoffel, que revela tudo para Chanel. Elas são libertadas por Denise, e junto com Zayday, todos elas perseguem a enfermeira Hoffel, que eventualmente desliza para uma areia movediça até a morte dela. Chanel assume o progama da Dr. Scarlett, Lovin The D, e muda para Lovin The C com Chanel #3 sendo sua produtora executiva. Na cena final, Chanel entra em seu carro e encontra um velho anel da Kappa Kappa Tau e vê o Red Devil no banco de trás de seu carro e grita.

## Desenvolvimento

### Castinge criação
Emma Roberts e Jamie Lee Curtis foram as primeiras atrizes escaladas para a série como protagonistas. Chanel foi escrita especificamente para Roberts. Depois que ela estrelou como Madison Montgomery na terceira temporada de American Horror Story, também de Ryan Murphy, ele se interessou em escalá-la para outro papel "mal-intencionado". A inspiração por trás do personagem de Chanel foi o infame e-mail de 2013 escrito por uma irmã da irmandade da Universidade de Maryland sobre as interações das irmãs da irmandade com uma fraternidade local.

### Caracterização
Chanel é vaidosa, egoísta, egocêntrica e mimada. Ela tem cabelos loiros e olhos castanhos. Suas roupas do dia a dia são de altíssima costura, e ela segue uma moda trendy e requintada, estando em conluio com gente como Karl Lagerfeld. Ela está sempre impecavelmente vestida, independentemente dos lugares em que esteja. Ela veste roupas principalmente (mas não se limitando a) rosas. Apesar de ser violenta e intimidadora, Chanel pelo menos não é falsa, regularmente exibindo sua maldade para qualquer um, independentemente de influência ou posição, e ela atormenta todos na fraternidade, incluindo (e especialmente) suas próprias seguidoras. Ela geralmente diz a primeira coisa que surge em sua mente e tem um talento especial para piadas ácidas e horríveis. Ela gosta de insultar as pessoas e faz o que quer. Como abelha rainha, ela caminha com muita confiança e é sempre o centro das atenções por onde passa. Sempre que alguém vai contra ela, ela vai até o fim para destruir essa pessoa. Ela também é muito mimada, pois regularmente insinua que tudo deve correr do seu jeito e ela é capaz de fazer isso com sua enorme riqueza. Toda vez que seus planos falham ou não saem do jeito que ela planejou, ela entra em pânico e geralmente acha mais fácil culpar qualquer outra pessoa, especialmente uma de suas seguidores que ela mais odiava, Chanel #5. Às vezes, Chanel mostra relutantemente um lado carinhoso não tão sincero, principalmente se ela tem uma agenda pessoal a cumprir.

## Recepção
O desempenho de Roberts foi recebido com críticas positivas dos críticos. O IGN afirmou, "Duas ex-colaboradoras de Murphy, Emma Roberts e Lea Michele, continuaram a provar que são ótimas em apresentar diálogos. Roberts, em particular, foi um destaque para mim, e eu saboreei cada frase da Chanel […]." O The Hollywood Reporter disse, sobre a performance de Roberts, "Os criadores de Scream Queens deleitam-se em escrever garotas malvadas, e Roberts se compromete a cuspir o pior dos insultos eviscerantes de Chanel - Chanel é uma solipsista, então não devemos questionar o quão floridamente racista e misógina ela parece - enquanto faz uma pausa para dar batidas suficientes de humanidade subjacente."